# Tynda
Pour l’article ayant un titre homophone, voir Tinda.
Tynda (en russe : Тында) est une ville de l'oblast de l'Amour, en Russie. Sa population s'élevait à 27 600 habitants en 2025.

## Nom
Le nom Tynda provient de l'evenki et signifie « sur les bords de la rivière ».

## Géographie
Tynda est située à 576 km au nord-nord-ouest de Blagovechtchensk, la capitale de l'oblast, et à 5 121 km à l'est de Moscou.
Tynda se trouve dans une zone vallonnée, au bord de la rivière portant le même nom, à une altitude de 500 m. C'est un nœud ferroviaire et la « capitale » de la ligne ferroviaire Magistrale Baïkal-Amour (siglé BAM d'après le nom russe).

## Histoire
Le premier établissement sur le site de la ville remonte 1917. L'agglomération qui portait alors le nom de Tydinski a servi, à partir de 1975, de base arrière pour la construction du BAM. La ville abrite aujourd'hui un musée du BAM, qui contient également une section sur la culture des Evenks.

## Population
Recensements (*) ou estimations de la population
| 1939  | 1959* | 1970* | 1979*  | 1989*  |
| ----- | ----- | ----- | ------ | ------ |
| 4 600 | 3 099 | 3 422 | 41 742 | 61 996 |

| 2002*  | 2010*  | 2012   | 2013   | 2014   |
| ------ | ------ | ------ | ------ | ------ |
| 40 094 | 36 275 | 35 410 | 34 785 | 34 169 |

| 2015   | 2016   | 2017   | 2018   | 2019   |
| ------ | ------ | ------ | ------ | ------ |
| 33 819 | 33 450 | 33 189 | 33 061 | 32 920 |

| 2024   | 2025   | - | - | - |
| ------ | ------ | - | - | - |
| 34 023 | 27 600 | - | - | - |

## Économie
Outre son rôle de base logistique pour l'entretien du BAM, Tynda possède des industries agroalimentaires. Une importante colonie nord-coréenne, qui travaille sur des coupes de bois, a ses quartiers à Tynda. La ville possède un petit aéroport, qui se trouve à 15 km au nord et assure à nouveau depuis 2016 des liaisons vers Khabarovsk. C'est la « capitale » du BAM, et la tête de ligne de la Magistrale Amour-Iakoutie qui doit dans quelques années atteindre Iakoutsk.